# 캠버각

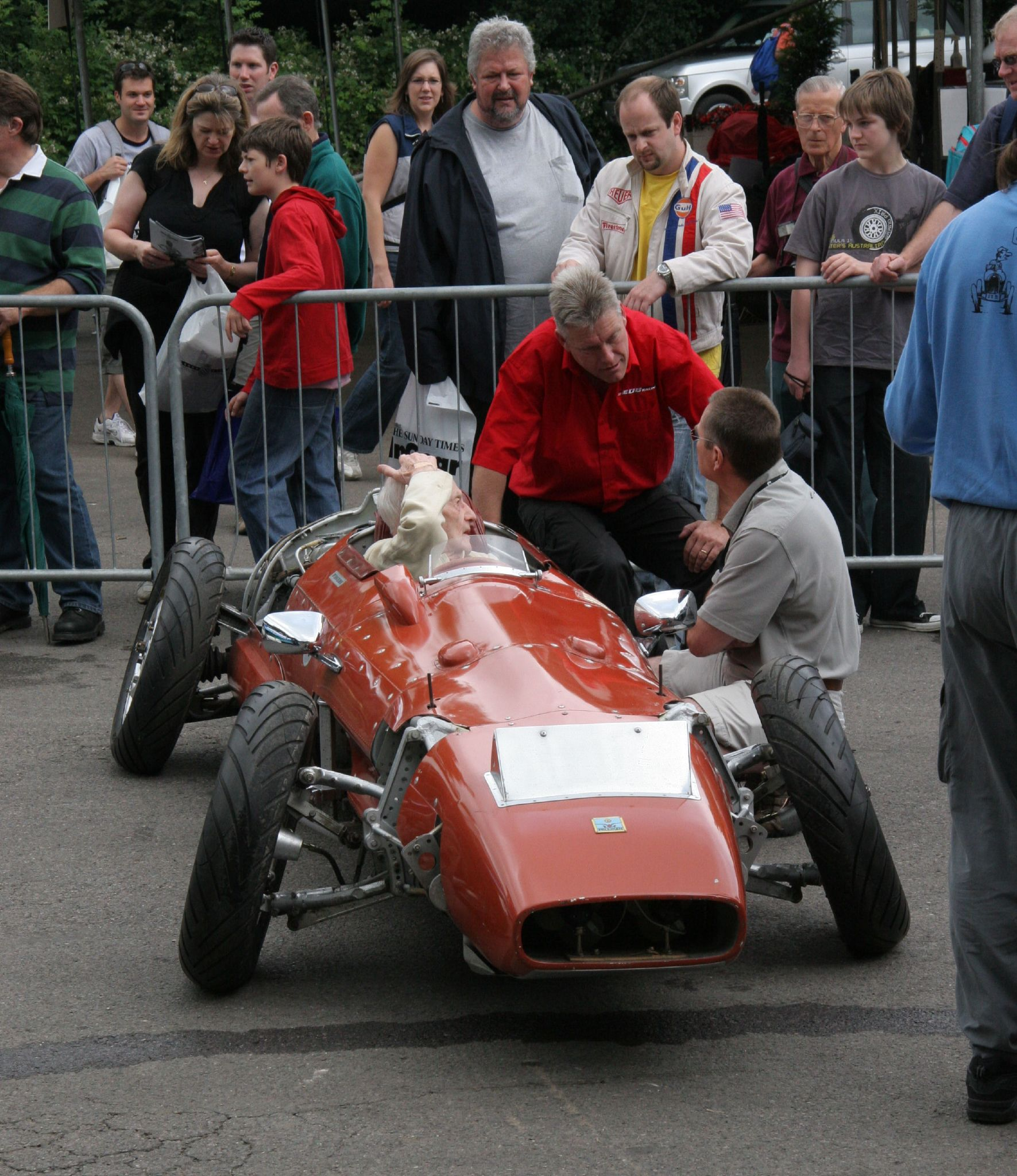
1960년 밀리켄 MX1 캠버카가 매우 큰 네거티브 캠버를 보이고 있다.

캠버각(camber angle)은 차량 바퀴가 만들어내는 각들 중 하나이다. 더 구체적으로 말해 차량 전면이나 후면에서 보았을 때 한 바퀴의 수직축과 차량의 수직축 사이의 각이다. 스티어링과 현가장치 설계에 사용된다. 바퀴의 맨 위쪽이 아래쪽보다 훨씬 더 멀리 있는 경우 이를 포지티브 캠버(positive camber, 정의 캠버)라고 부른다. 바퀴의 아래쪽이 맨 위쪽보다 훨씬 더 멀리 있는 경우 이를 네거티브 캠버(negativei camber, 부의 캠버)라고 부른다.

## 같이 보기
- 캐스터각